# Eugenia magna
Eugenia magna är en myrtenväxtart som beskrevs av Bruce K. Holst. Eugenia magna ingår i släktet Eugenia och familjen myrtenväxter. Inga underarter finns listade i Catalogue of Life.